# Perekorînți, Murovani Kurîlivți
Perekorînți (în ucraineană Перекоринці) este un sat în comuna Rozdolivka din raionul Murovani Kurîlivți, regiunea Vinnița, Ucraina.

## Demografie
Componența lingvistică a localității Perekorînți
     Ucraineană (98,49%)
     Rusă (1,26%)
     Alte limbi (0,25%)
Conform recensământului din 2001, majoritatea populației localității Perekorînți era vorbitoare de ucraineană (98,49%), existând în minoritate și vorbitori de rusă (1,26%).